# Ecgric dell'Anglia orientale
Ecgrico (in inglese Ecgric) o Egric (fl. VII secolo) fu re dell'Anglia orientale dal 630 al 636 circa, succedendo sul trono al cugino Sigeberht, che si era ritirato in un monastero.
Già durante il regno di Sigeberht ebbe qualche esperienza di potere. Morì combattendo contro re Penda di Mercia, che affrontò insieme a Sigeberht, che era stato fatto uscire contro la sua volontà dal monastero allo scopo di dare coraggio alle truppe. Sul trono salì allora Anna.